# Port de Blanes
El port de Blanes és un port públic pesquer i esportiu situat a la badia de Blanes, al municipi de Blanes (la Selva). N'és el titular l'organisme de Ports de la Generalitat. Disposa d'una dàrsena pesquera, amb 49 vaixells, gestionada per la Confraria de Pescadors de Blanes, amb una llotja on se subhasta el peix dos cops al dia; i una dàrsena esportiva, amb 717 amarradors, gestionada pel Club de Vela Blanes. Es compon d'un dic i vuit molls, amb un total 1.486 metres lineals de molls. La bocana té un calat de 8-9 m.

## Dàrsena pesquera
La dàrsena pesquera ocupa el Moll Varador, de 127 ml, el Moll Est, de 99 ml, el Moll de Ribera, de 97 ml i l'Antic Moll comercial, de 109 ml. El volum de pesca el 2022 va ser d'1.970.289 kg.
La Confraria de Pescadors de Blanes es va fundar el 27 d'abril de 1705. Disposa de 49 embarcacions: 15 d'arrossegament, 23 d'arts menors, 6 d'encerclament, 2 de palangre de fons i 3 de palangre de superfície.
La llotja nova subhasta el peix que arriba al port cada dia feiner, a primera hora del matí per a les embarcacions d'encerclament, i a la tarda per a la resta d'embarcacions. A la subhasta s'hi pot assistir presencialment o per internet.
L'Ajuntament de Blanes té intenció de convertir la llotja vella del port en un espai cultural per a recuperar la memòria pesquera.

## Dàrsena esportiva
La dàrsena esportiva ocupa el Moll adossat dic, de 425 ml, les passarel·les Club, de 233 ml, la Palanca Club, de 26 ml i l'Antic Moll Comercial, de 99 ml, amb un total de 717 amarradors per eslores de 6 a 15 m.
Està gestionada pel Club de Vela Blanes, fundat el 1943. Disposa d'escola de vela, lloga caiacs i paddle surf, organitza regates, i té un restaurant. El Club està distingit amb la Bandera Blava, que reconeix internacionalment la qualitat ambiental i serveis.

## Història
La badia natural de Blanes ja s'utilitzava com a port pels romans i a l'edat mitjana, tant a nivell pesquer com per al transport de persones i mercaderies. Les barques dels pescadors descansaven a la sorra de la platja, mentre que els vaixells més grans quedaven varats a uns metres de la costa. El 1133 va acollir la flota cristiana per anar a conquerir les Illes Balears.
La construcció del port a l'emplaçament actual es va iniciar l’octubre del 1916, però a causa de la precària situació econòmica i la inestabilitat política del país, la construcció va anar avançant poc a poc. La llotja vella va ser construïda entre el 1930 i el 1939. La primera fase del port es va donar per acabada els anys 1945-46. Anys després es van anar fent ampliacions del port, com per exemple la construcció del Club Nàutic als anys 1960 i l'actual llotja que data del 1994.
El 2011 la Generalitat de Catalunya va construir un nou dic, es va prolongar el contradic i es va construir un espigó de sorres, com a conseqüència dels danys que havia produït un temporal el desembre de 2008.